# ニュース歌謡
ニュース歌謡（ニュースかよう）とは、太平洋戦争中、大本営発表など大きなニュースの内容を織り込んで短時間で作詞・作曲され、ラジオで放送された歌。

## 概要
1941年（昭和16年）12月8日（太平洋戦争開戦の日）の夜、NHKラジオから放送された「宣戦布告」（野村俊夫作詞、古関裕而作曲、伊藤久男・霧島昇唄）がその始まりである。翌日（12月9日）以後も「太平洋の凱歌」、「香港陥落」「陥ちたぞマニラ」などの歌が矢継ぎ早に作詞、作曲され一流歌手の歌唱で全国に放送された。
これらのニュース歌謡の中には「英国東洋艦隊潰滅」（高橋掬太郎作詞、古関裕而作曲、藤山一郎唄）のように著名な作詞家、作曲家、歌手、演奏家らがあらかじめ東京内幸町のNHKスタジオに待機し、大本営の発表を待ってその場で作詞、作曲したものもあった。この歌は一回の音合わせのあとただちに全国放送された。